# 巴赫泰甘湖
29°21′55″N 53°50′19″E / 29.3654°N 53.8385°E

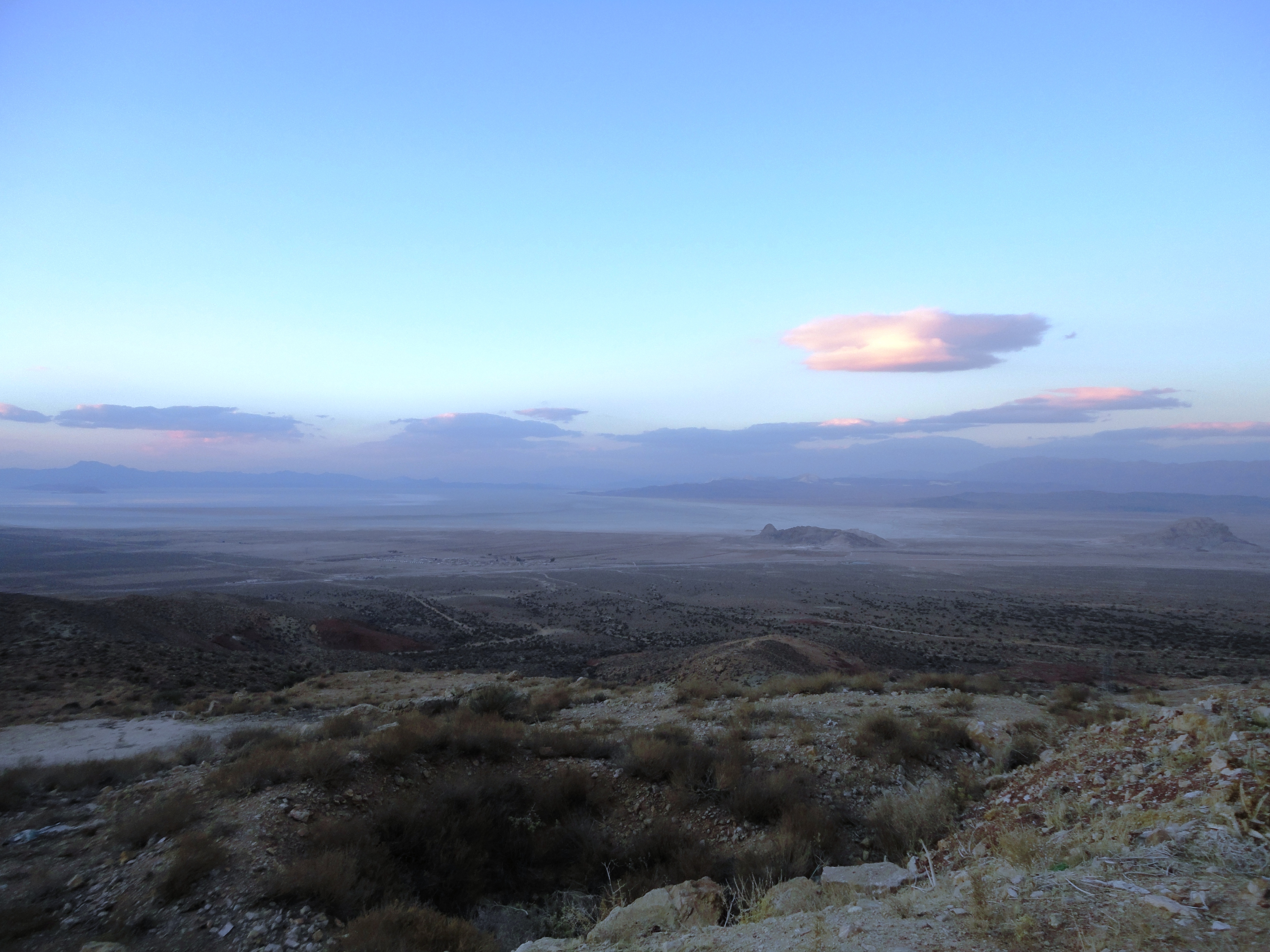

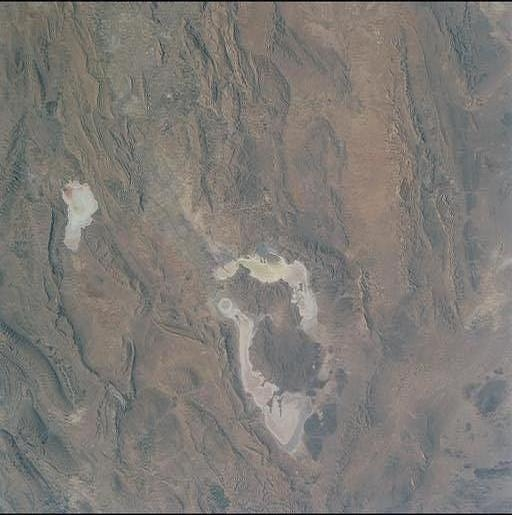

巴赫泰甘湖是伊朗的湖泊，位於該國南部，由法爾斯省負責管轄，距離首府設拉子160公里，海拔高度約1,500米，長70公里，面積3,500平方公里，是該國第二大湖泊。

## 外部連結
- Columbia Encyclopedia entry （页面存档备份，存于）